# Szczeliniec Wielki
Lo Szczeliniec Wielki, (in lingua ceca: Velká Hejšovina; in tedesco: Große Heuscheuer) con i suoi 919 metri di altezza è la vetta più elevata dei Monti Tavola, che fanno parte dei Sudeti Centrali. È situato nella parte meridionale della Polonia, a meno di due chilometri dal confine con la Repubblica Ceca, nella parte occidentale del promontorio di Kłodzko, nel Voivodato della Bassa Slesia. 
È una delle cime della Corona di Montagne della Polonia.
Lo Szczeliniec Wielki, si trova sul territorio del Parco nazionale dei Monti Tavola, assieme alla vicina e più bassa vetta dello Szczeliniec Mały   (in ceco: Malá Hejšovina) (895 m). Su questo secondo picco non è però concesso l'accesso turistico, a causa della protezione dei siti di nidificazione delle specie di uccelli in via di estinzione.
L'area è una riserva naturale dal 1957.

## Struttura geologica e caratteristiche
Lo Szczeliniec Wielki, come le altre cime dei Monti Tavola e del vicino altopiano di Broumov, è costituito da arenaria del Cretaceo superiore con inserzioni di marne e calcare. Questi ultimi sono sedimenti di origine marina risalenti al Mesozoico.
Sulla parte superiore del monte sono presenti numerose rocce di arenaria a cui l'azione di erosione causato dal vento e dalla pioggia, ha dato forme particolari e originali, che nel complesso vengono chiamate città di roccia o labirinto di roccia e che si estendono per circa 25 ettari.
La sommità del monte è costituita da una roccia alta 12 metri caratterizzata da una forma particolare che viene chiamata Fotel Pradziada, cioè poltrona del nonno. Per permettere l'accesso al punto più alto, è stata realizzata una scala in ferro che consente di accedere al belvedere posto sulla cima.

## Galleria d'immagini

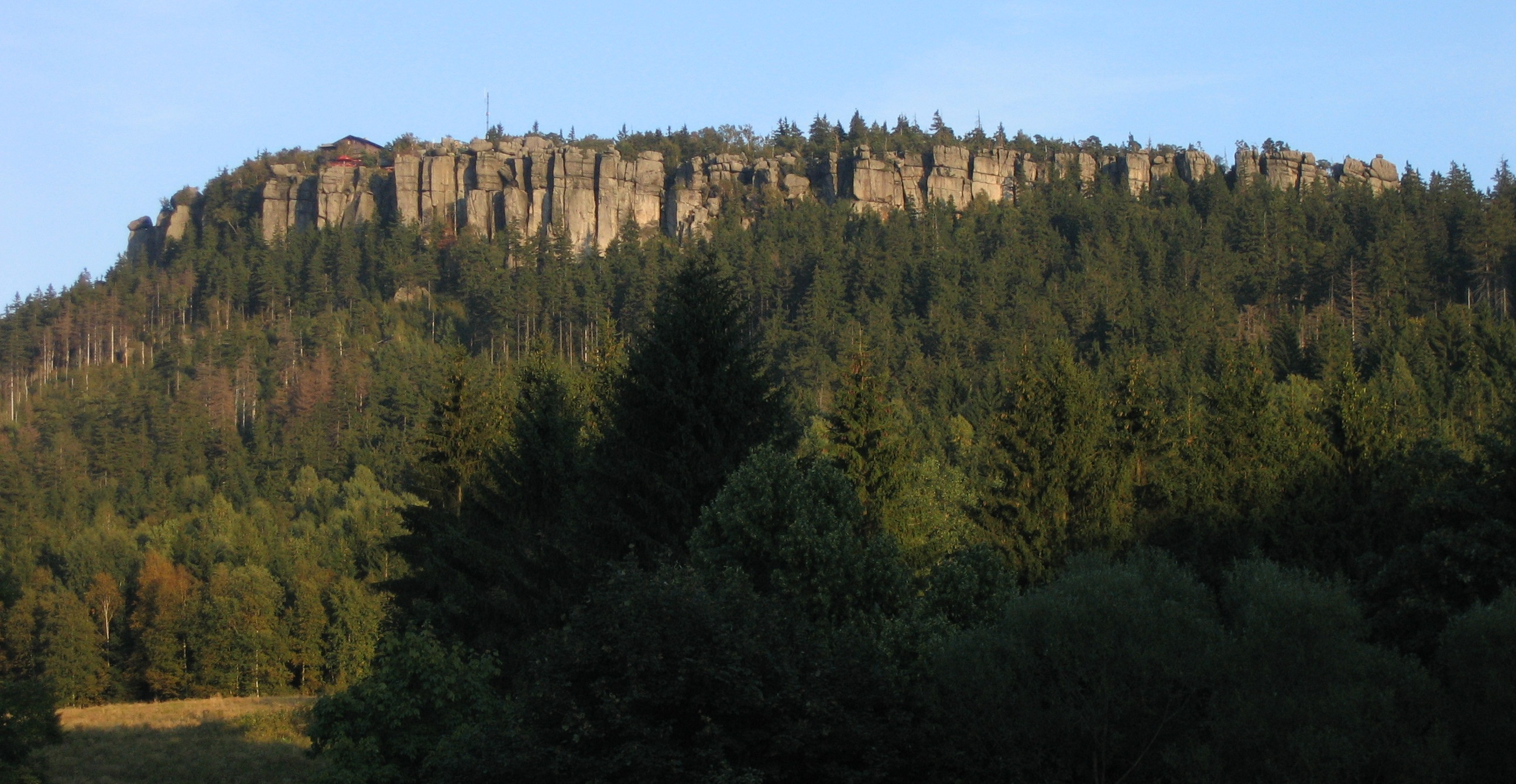
Lo Szczeliniec Wielki visto dal versante della Repubblica Ceca
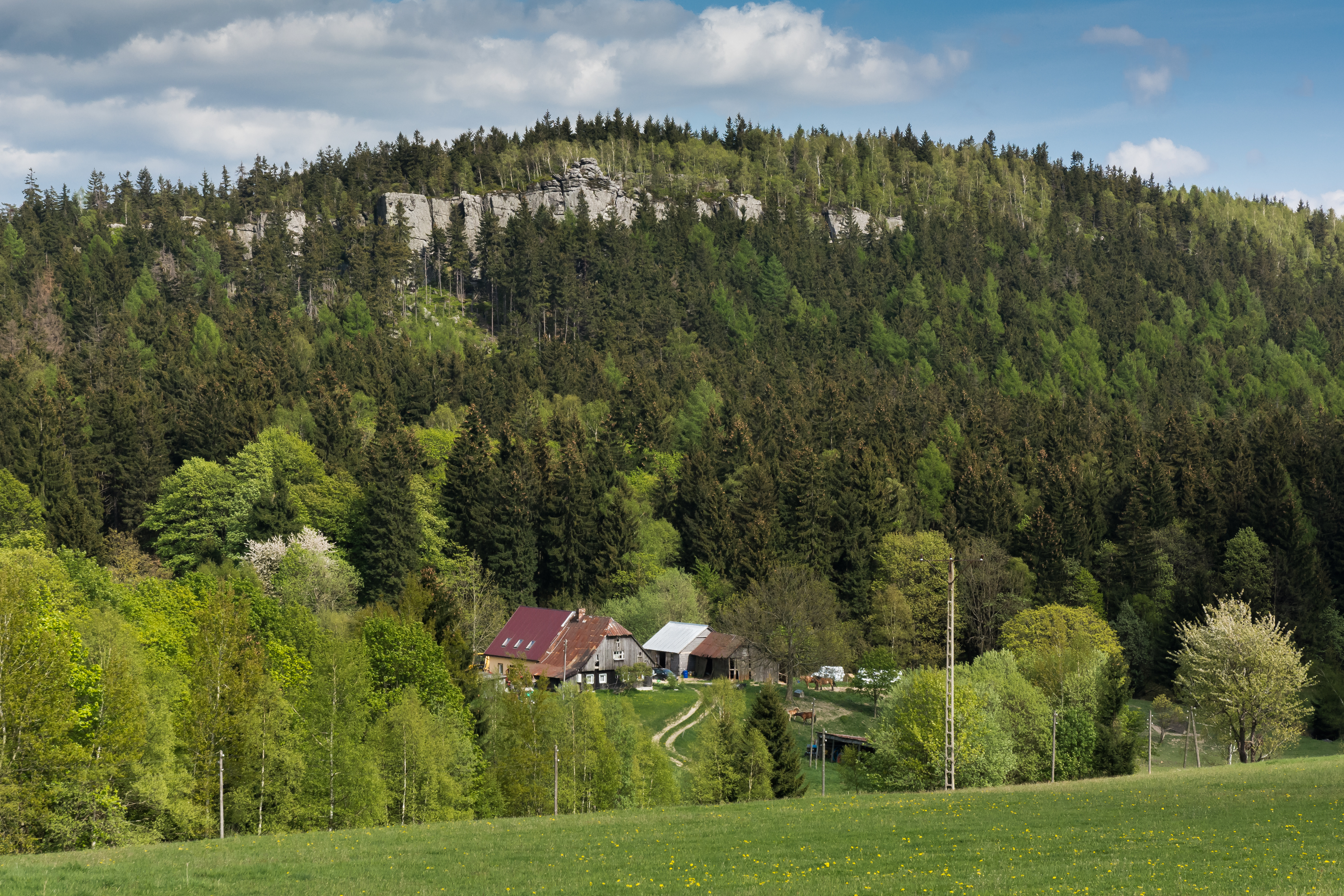
Panorama
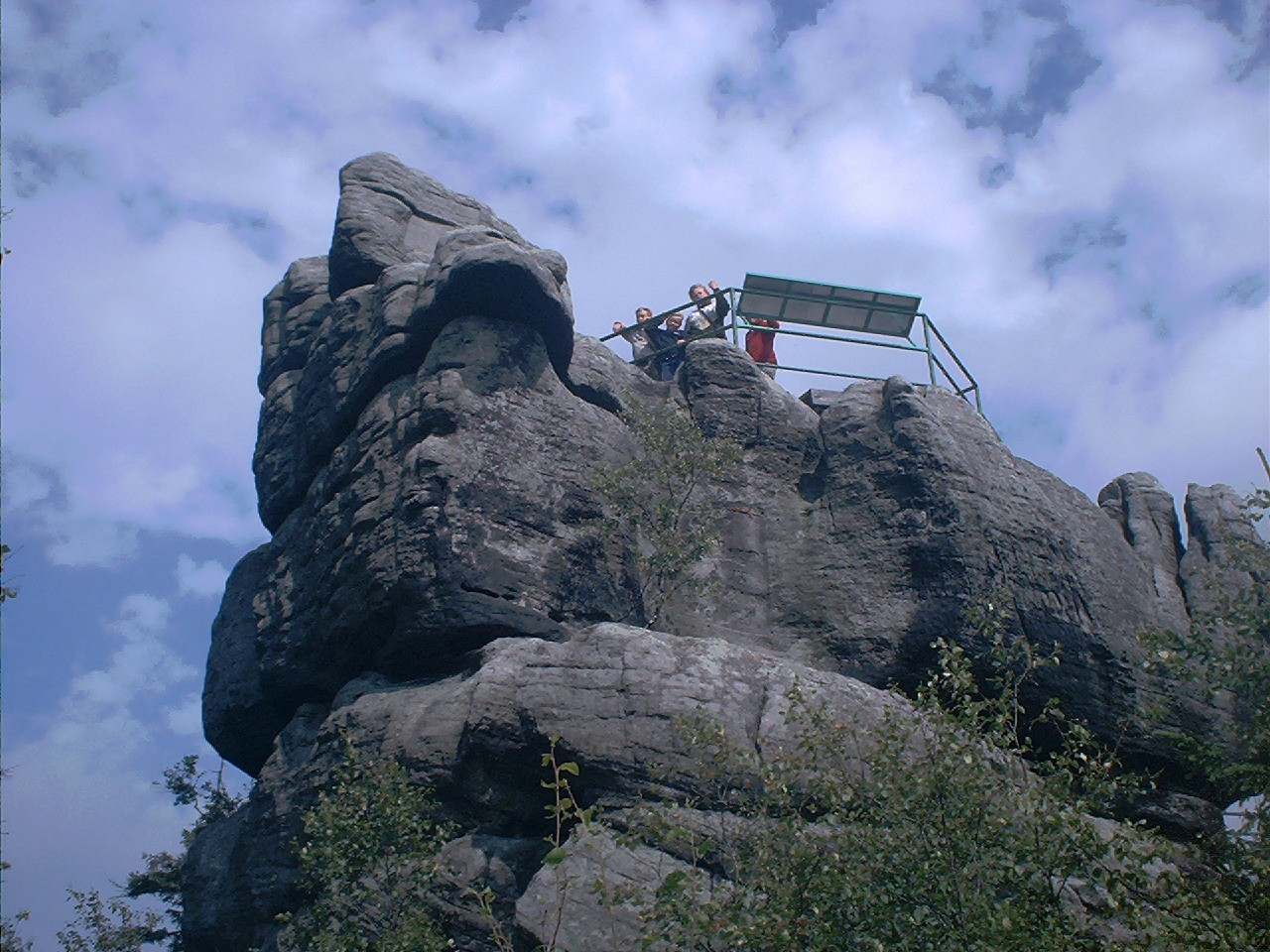
La poltrona del nonno sullo Szczeliniec Wielki
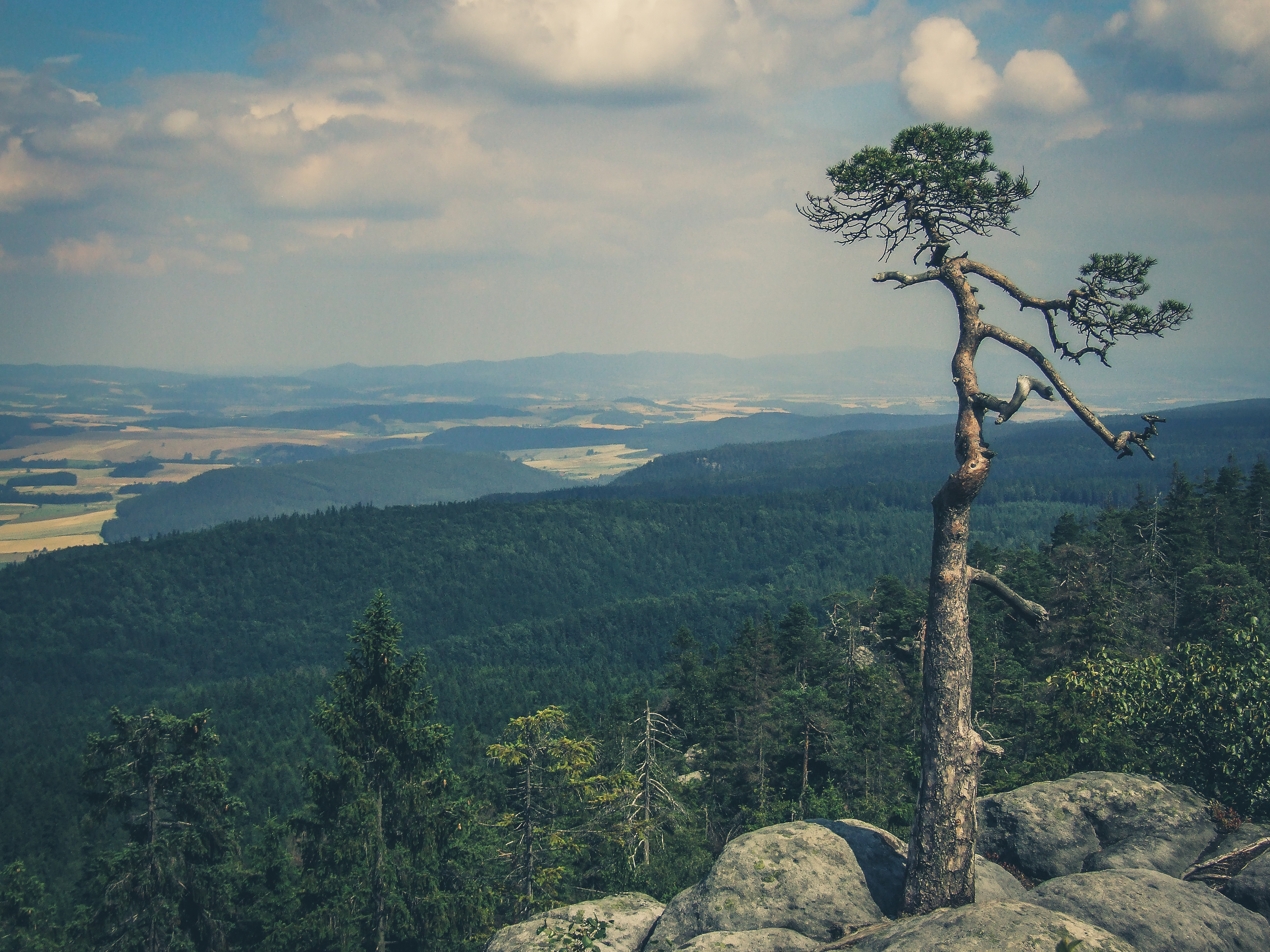
Panorama
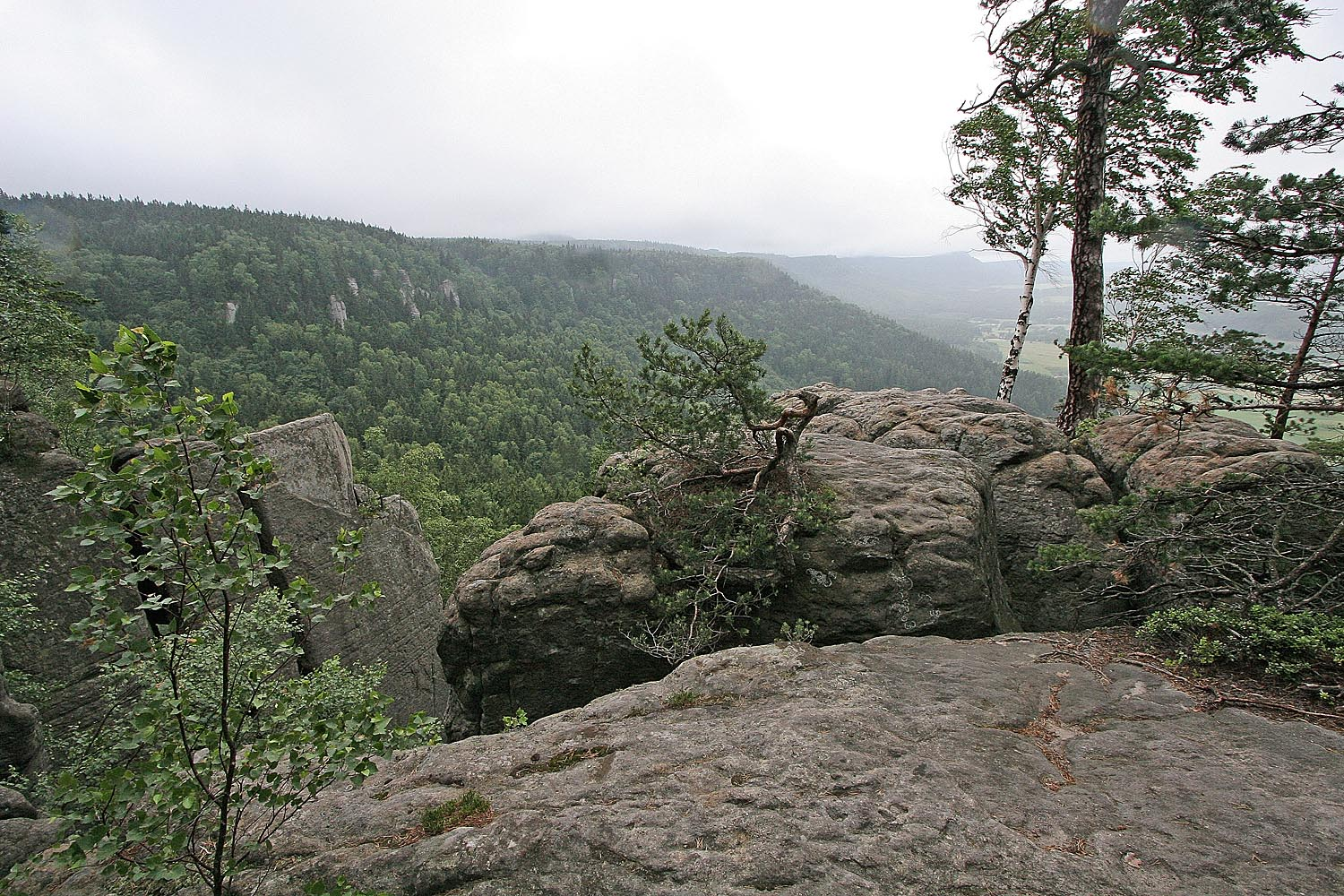
Panorama
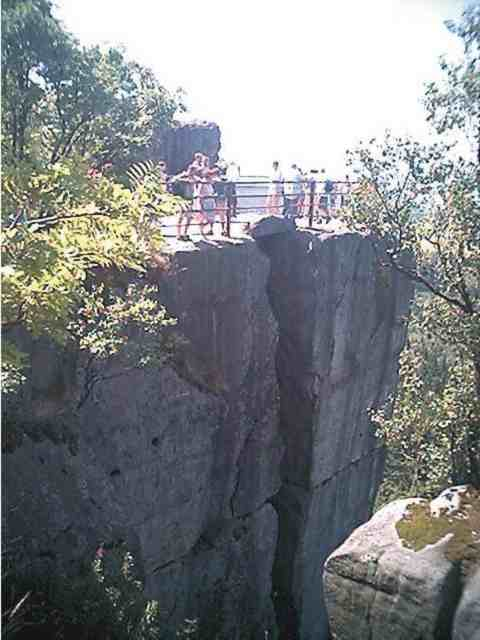
Veduta dalla galleria occidentale sullo Szczeliniec Wielki
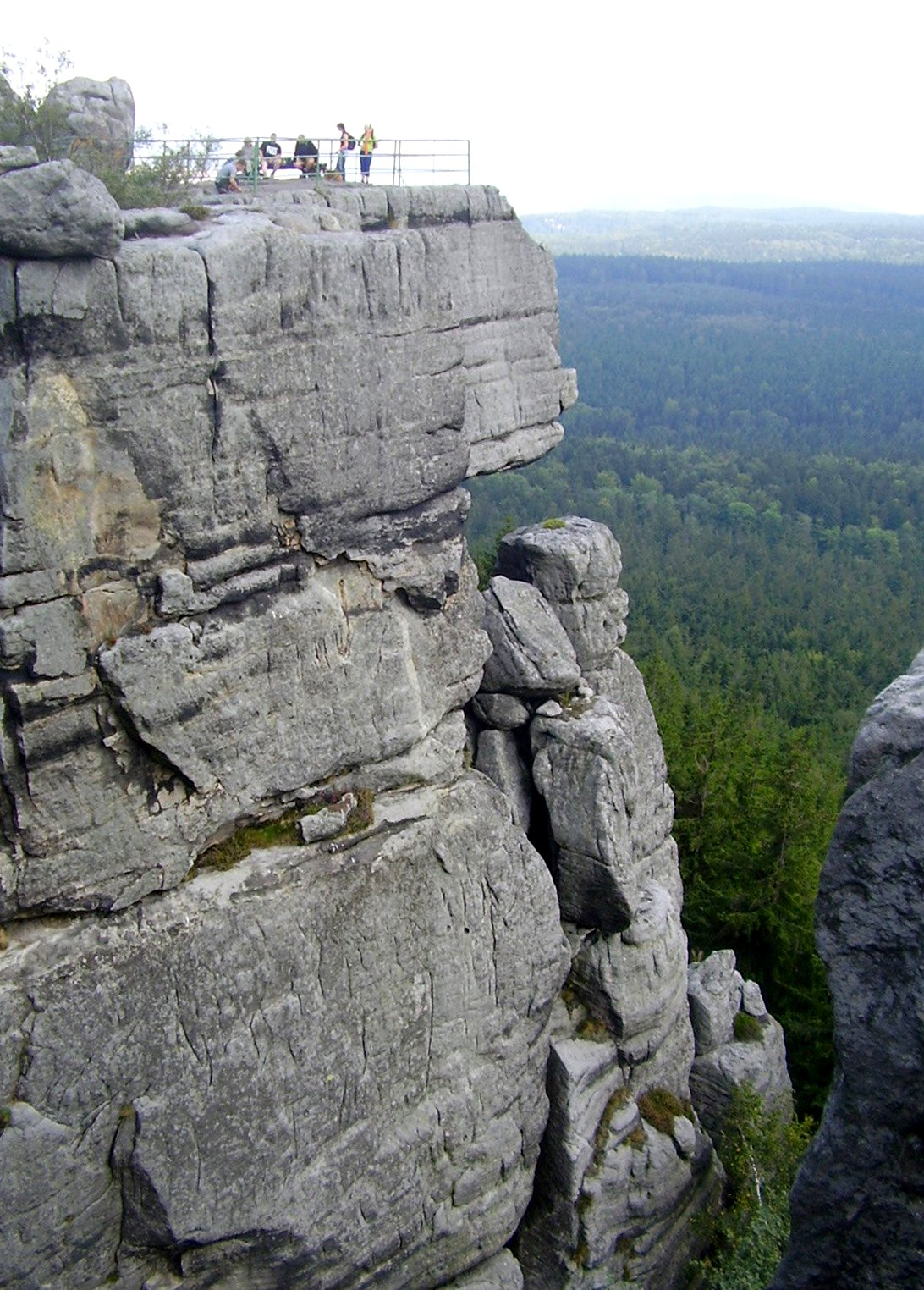
Punto di osservazione
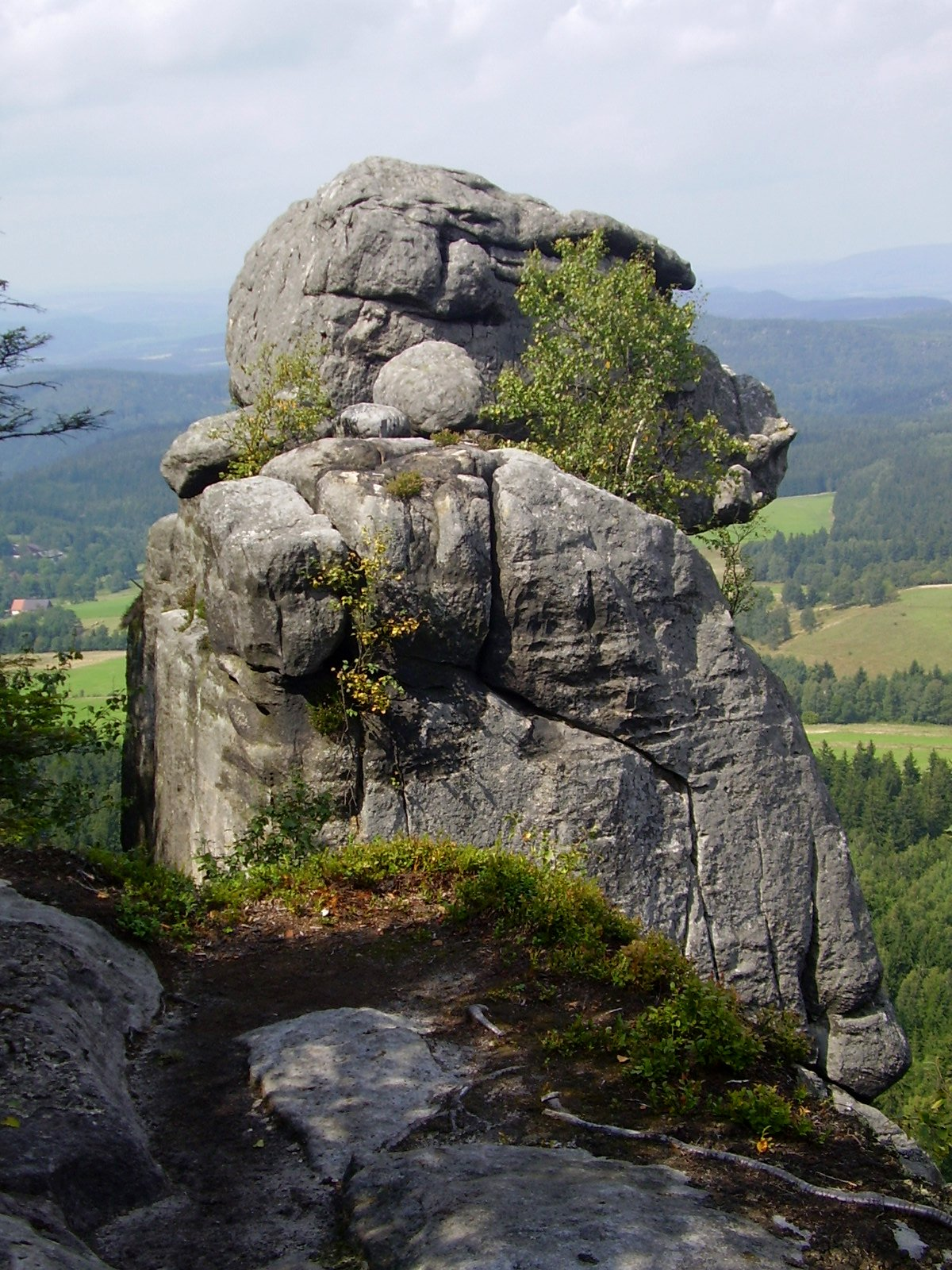
La scimmia sullo Szczeliniec Wielki
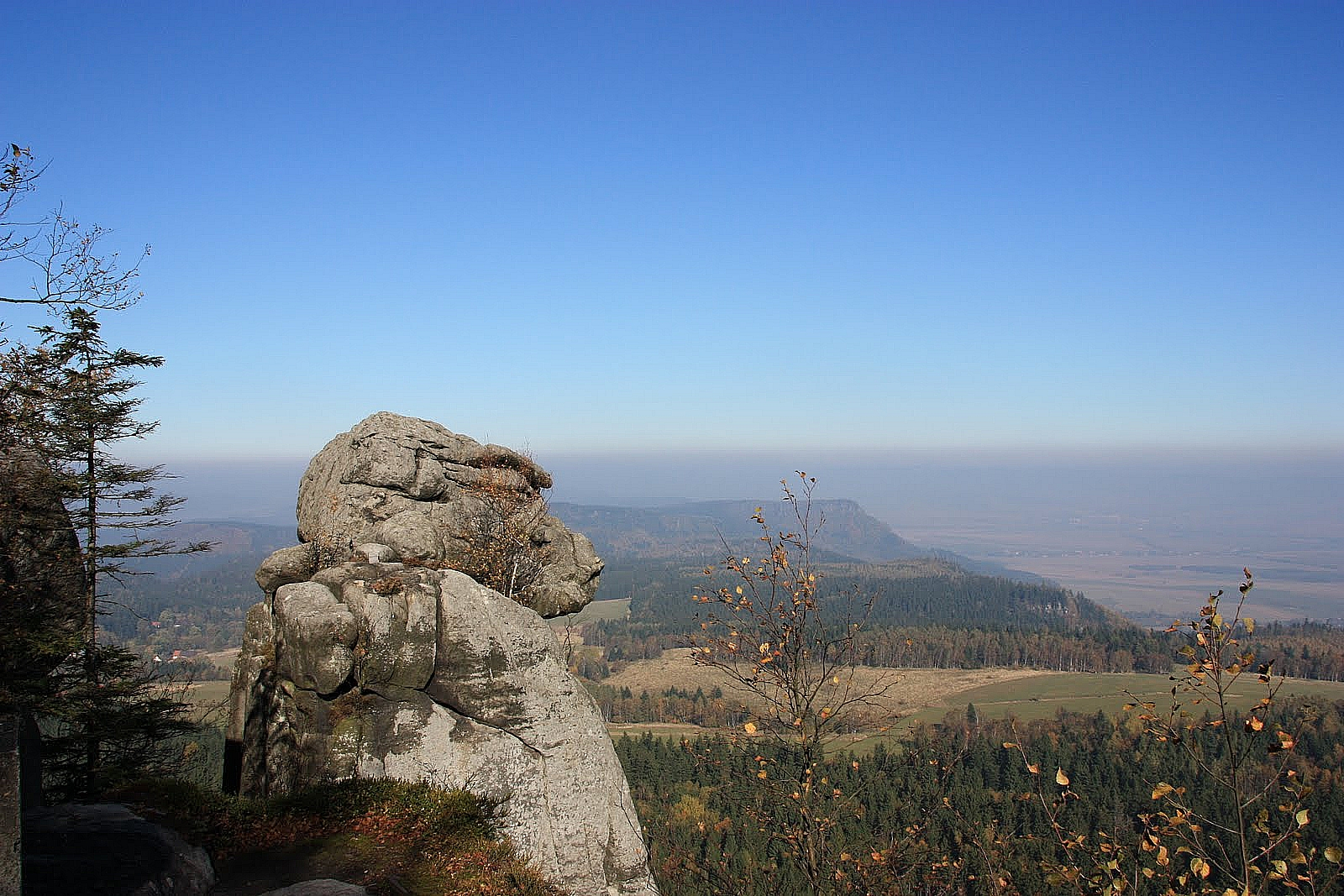
La scimmia
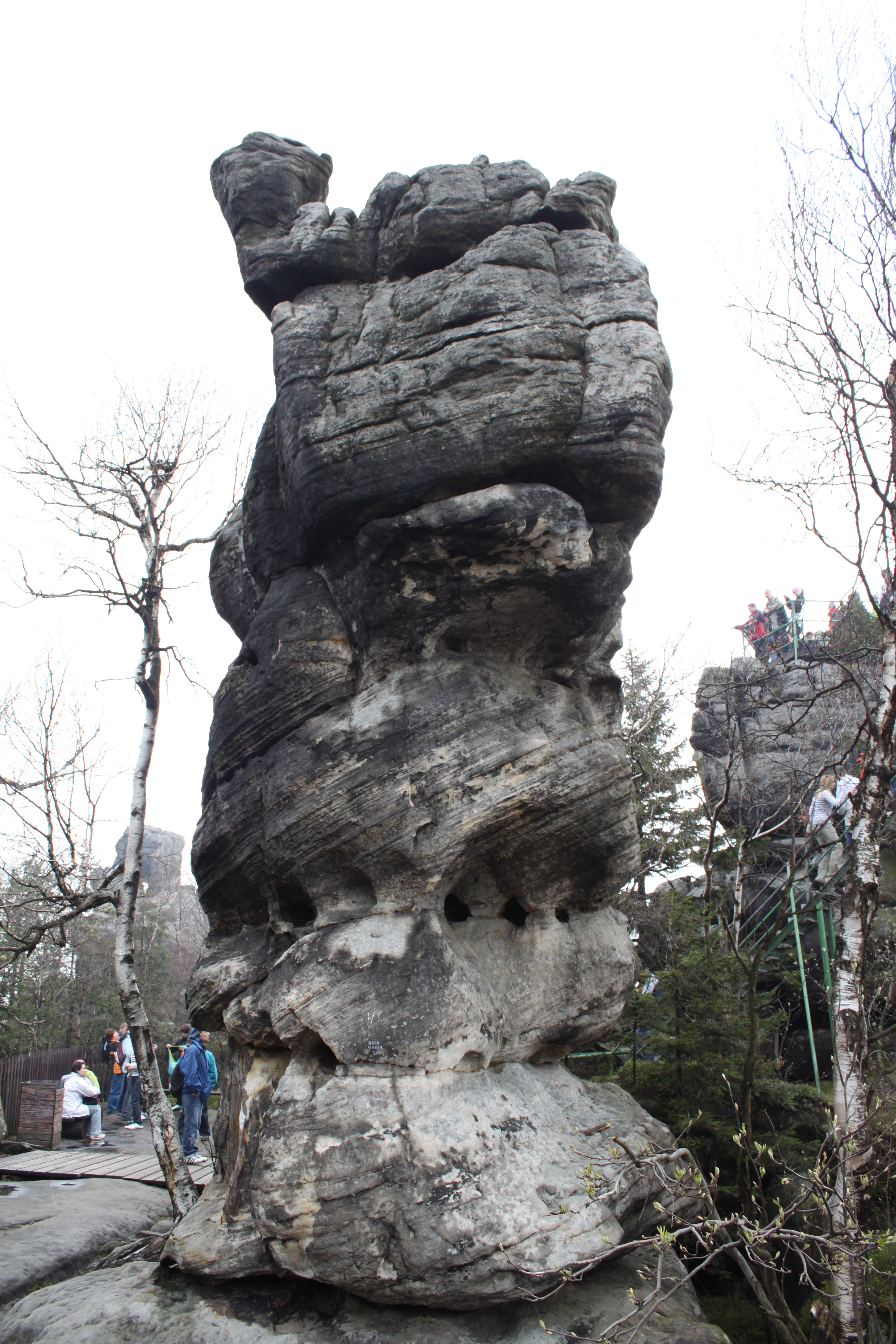
Il Cammello sullo Szczeliniec Wielki
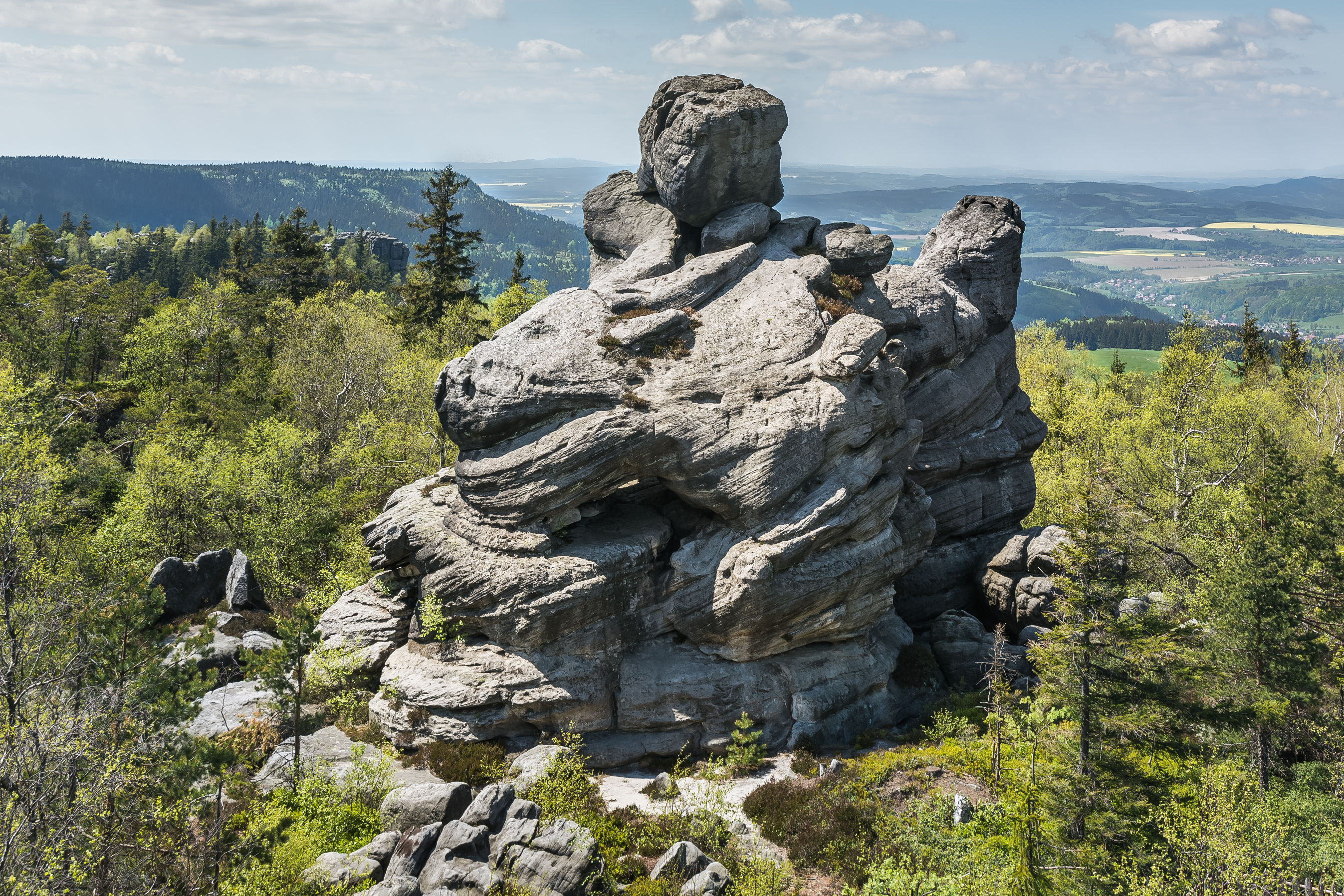
La testa di cavallo
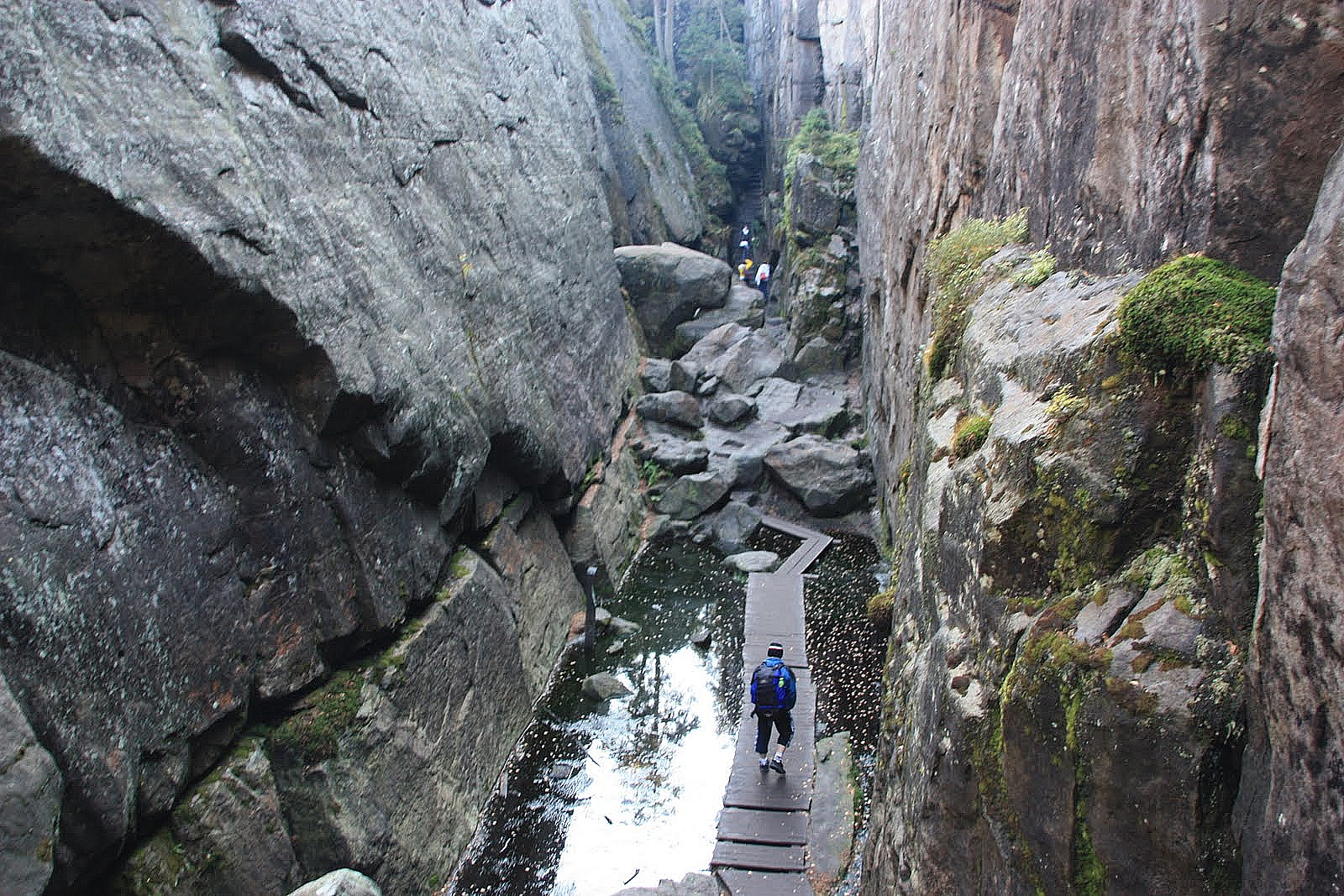
L' inferno
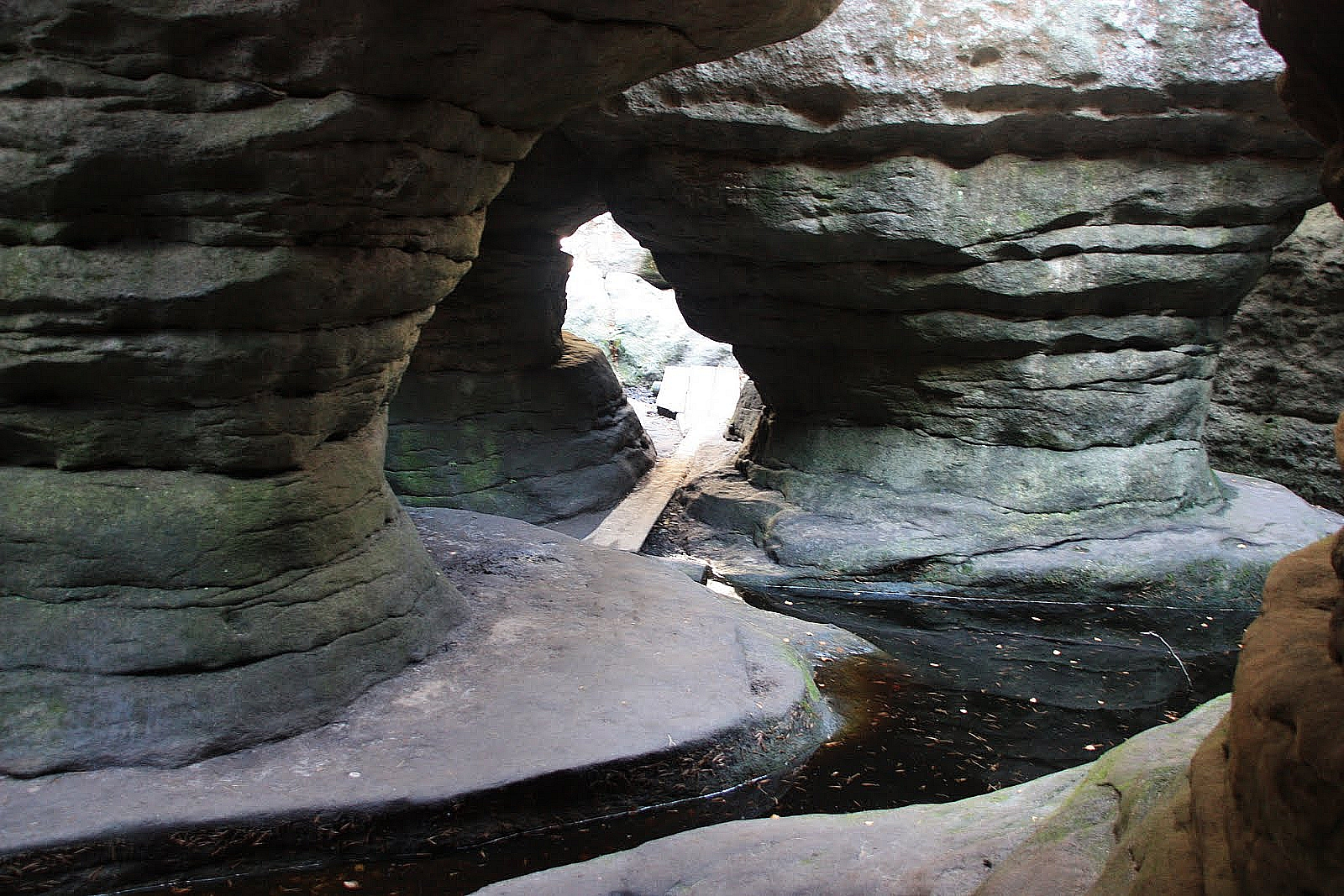
Le rocce erranti (in polacco Błędne Skały)
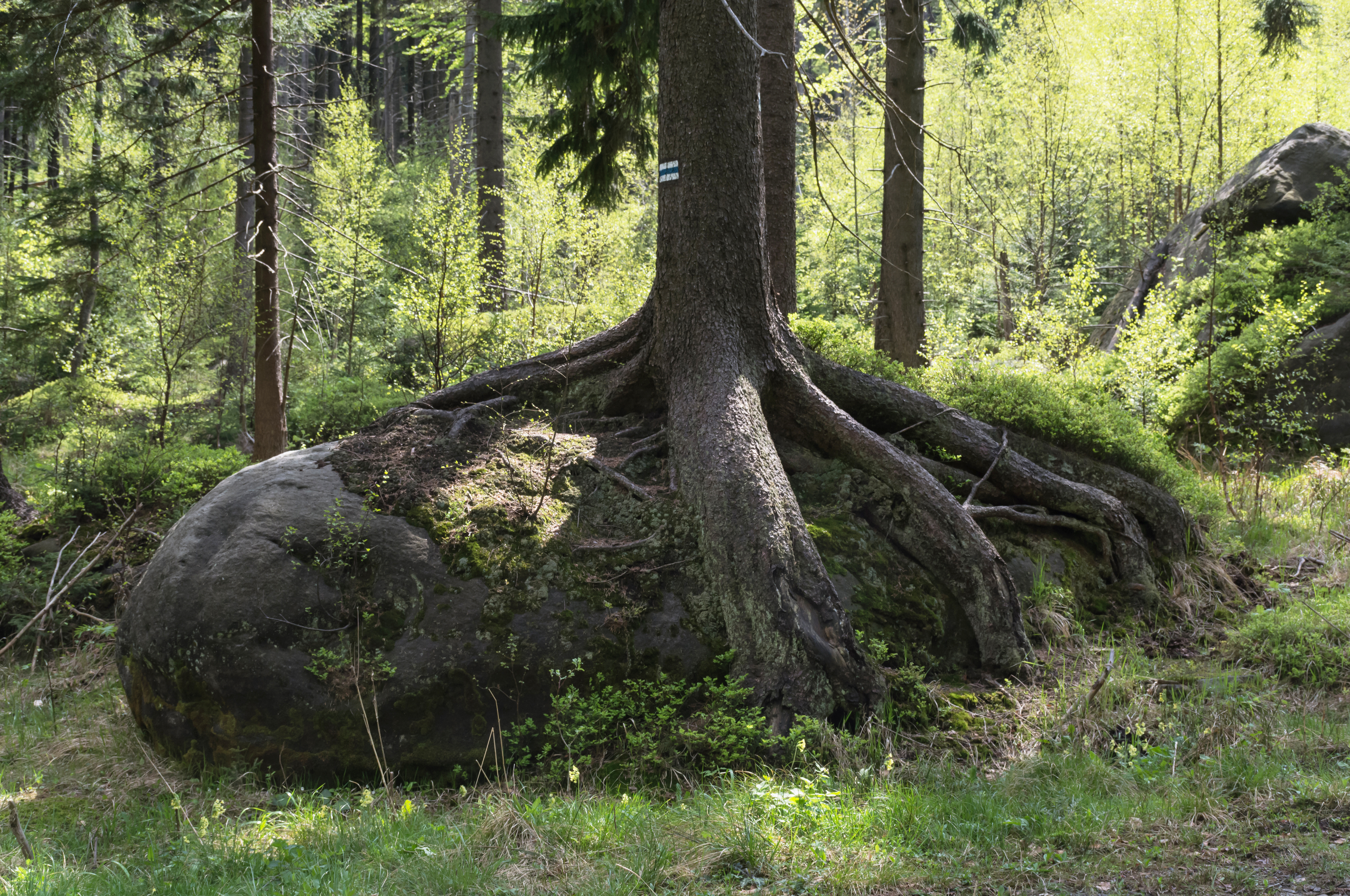
L'albero cresciuto sulla roccia